# Martina Schröter
Martina Schröter (Weimar, 16 november 1960) is een Oost-Duits voormalig roeister. Schröter maakte haar debuut met een zilveren medaille in de skiff tijdens de wereldkampioenschappen roeien 1979. Een jaar later tijdens de Olympische Zomerspelen 1980 behaalde Schröter de bronzen medaille in de skiff. Tijdens de wereldkampioenschappen roeien 1983 wordt Schröter voor de eerste maal wereldkampioen in de dubbeltwee. Door het Oostblok worden de Olympische Zomerspelen 1984 geboycot vandaar dat Schröter niet kan deelnemen aan deze spelen. Op de wereldkampioenschappen roeien 1985 prolongeerde Schröter haar wereldtitel van twee jaar eerder. Op de Olympische Zomerspelen 1988 won Schröter de gouden medaille in de dubbel-twee.

## Resultaten
- Wereldkampioenschappen roeien 1979 in Bled  in de skiff
- Olympische Zomerspelen 1980 in Moskou  in de skiff
- Wereldkampioenschappen roeien 1982 in Luzern  in de dubbel-twee
- Wereldkampioenschappen roeien 1983 in Duisburg  in de dubbel-twee
- Wereldkampioenschappen roeien 1985 in Hazewinkel  in de dubbel-twee
- Wereldkampioenschappen roeien 1987 in Kopenhagen  in de skiff
- Olympische Zomerspelen 1988 in Seoel  in de dubbel-twee

1976: Svetla Otsetova & Zdravka Jordanova ·
1980: Jelena Chloptseva & Larissa Popova ·
1984: Marioara Popescu & Elisabeta Oleniuc ·
1988: Birgit Peter & Martina Schröter ·
1992: Kerstin Köppen & Kathrin Boron ·
1996: Marnie McBean & Kathleen Heddle ·
2000: Jana Thieme & Kathrin Boron ·
2004: Georgina Evers-Swindell & Caroline Evers-Swindell ·
2008: Georgina Evers-Swindell & Caroline Evers-Swindell ·
2012: Katherine Grainger & Anna Watkins   ·
2016: Magdalena Fularczyk-Kozłowska & Natalia Madaj ·
2020: Nicoleta-Ancuța Bodnar & Simona Radiș ·
2024: Brooke Francis & Lucy Spoors